# آرنه ودلا
آرنه ودلا (استونیایی: Aarne Veedla؛ زادهٔ ۲۶ نوامبر ۱۹۶۳) سیاستمدار و نماینده سابق مجلس اهل استونی است.